# Араш
Араш Лабаф (Лабафзаде, перс. آرش لباف, азерб. Arəş Ləbaf Zadə, швед. Arash Labaf; 23 квітня 1977, Тегеран) — шведсько-іранський співак, танцівник, актор та продюсер. Композиції виконує перською й англійською мовами.

## Біографія
Араш Лабафзаде народився 23 квітня 1977 року в Тегерані. Його прадід — азербайджанець, був родом із Ардебілю. Перші 10 років свого життя прожив у Тегерані
Звідти разом із батьками емігрував у Європу. Наприкінці 1980-х років переїхав у шведське місто Упсала, де прожив біля п'яти років. Тоді ж він змінив прізвище Лабафзаде на Лабаф. Пізніше разом із сім'єю переїхав у Мальме, де і проживає до сьогодні. Після закінчення коледжу зацікавився музикою. В одному з інтерв'ю він розповів про свої перші виступи:
|  | Перший гурт ми з хлопцями створили ще в школі, років в 14. І давали концерти кожний місяць у різних місцях, в основному, для однолітків. З того часу я став писати пісні. І дуже зацікавився цим процесом. Тоді ж ми робили свої перші демозаписи. Грошей в той час не вистачало навіть на них. Нам дуже допомагала одна шведська церква. Тепер я разом зі своїми друзями є співвласником тоєї самої першої студії, на якій ми писали демо. |

Створював і продюсував музику, зокрема, писав саундтреки для індійських і шведських фільмів. У 2004 році сингл Boro Boro став хітом № 2 у Швеції за 4 тижні і потім зайняв перші місця практично в усіх світових чартах і хіт-парадах.
Далі були два роки важкої праці, гастролей по всьому світу, з яких найяскравіші моменти — повний аншлаг в Universal Amphitheatre, Лос-Анджелес, знімання в болівудському фільмі Майстер блефу (Bluffmaster!), пара сотень живих концертів та записів на ТБ у понад двадцяти країнах світу.
У березні 2005 року Араш випускає свою першу платівку Arash. Одну з пісень він проспівав разом зі шведським репером Тімбукту, а другу — з іранським співаком Ebi. Альбом «Arash» став лідером продажів 2006 року (премія MIDEM) і потрапив в топ-5 IFPI (International Federation of the Phonographic Industry).
Наступний великий проєкт Араша — сингл «Donya» — став подією музичної індустрії світового масштабу. Над цим треком Араш працював разом із зіркою ямайського регі Шеггі, в біографії якого до того часу вже були платинові альбоми в США. Реліз «Donya» переможно прокотився по всьому світу, зробивши ім'я Араша впізнаваним серед любителів попмузики в різних країнах: Швеція, Австрія, Німеччина, Росія, Польща, Азербайджан, Сербія, Угорщина, Грузія, Україна, Таджикистан, Ізраїль, Греція, Болгарія, Туреччина, Чехія. У п'яти країнах «Donya» набув золотого статусу.
Альбом Donya вийшов в 2008 році. В нього війшли трек «Donya» і дует «Pure Love». Крім Шеггі, у дворічній праці над альбомом Арашу допомагали родоначальник шведського репу Lumidee та відомий хітмейкер Тімбукту.
Найбільші концерти: живий виступ на відкритому стадіоні в Казахстані в місті Алмати — 100 000 людей і в Польщі, Швеції — 120 000.
На закритих майданчиках — 2 шоу в спорткомплексі «Олімпійський» у Москві, по 40 000 людей кожне.
Співак продав більше мільйона копій свого альбому. Араш зробив те, що до нього вдавалося небагатьом — виконуючи свої пісні не англійською, а незрозумілою більшості його фанатів перською мовою, зумів стати справжньою зіркою.
Араш також відомий і як талановитий композитор.
В листопаді 2008 року він надіслав на відбірковий тур на Євробачення в Азербайджан свою англомовну композицію «Always». У лютому 2009 року стало відомо, що Айсель і Араш будуть представляти Азербайджан на Євробаченні 2009 у Москві саме з піснею «Always». 14 травня Айсель і Араш за результатами голосування у другому півфіналі пройшли до фіналу конкурсу, де посіли третє місце, поступившись Норвегії та Ісландії.
Наприкінці 2010 року Араш представив свій новий сингл «Broken Angel», з Геленою. Пісня займає перші рядки в хіт-парадах Муз ТВ, Європи Плюс, DFM тощо. У кліпі знялася модель Marianne Puglia. Також є відео як знімався цей кліп [Архівовано 11 липня 2015 у Wayback Machine.].
У березні 2011 року завершилися зйомки фільму Сезон носорога (Rhino Season) іранського режисера Bahman Ghobadi, де Араш і голлівудська акторка Моніка Белуччі зіграли в головних ролях.

## Особисте життя
28 березня 2011 року Араш одружився зі своєю подругою Беназ, з якою познайомився у 2004 році. Весілля відбулося в Дубаї, на березі Перської затоки. 22 квітня 2012 року, його дружина народила двійню, хлопчика і дівчинку, Доня і Даріан.

## Альбоми
- Arash, 2005
- Crossfade (The Remix Album), 2006
- Donya, 2008
- Superman, 2014

## Відеокліпи
| Рік  | Відеокліп                                                  | Режисер          | Альбом                                                                |
| ---- | ---------------------------------------------------------- | ---------------- | --------------------------------------------------------------------- |
| 2004 | «Boro Boro»                                                | N/A              | Arash                                                                 |
| 2005 | «Tike Tike Kardi»                                          | N/A              | Arash                                                                 |
| 2005 | «Temptation» (feat. Rebecca)                               | Олександр Ігудін | Arash                                                                 |
| 2005 | «Східні казки» (feat. Блестящие) (рус. «Восточные сказки») | Олександр Ігудін | Crossfade (The Remix Album) Восточные сказки(рус.) (альбом Блестящих) |
| 2006 | «Arash» (feat. Helena)                                     | N/A              | Arash                                                                 |
| 2006 | «Chori Chori» (Aneela feat. Arash)                         | N/A              | Donya                                                                 |
| 2006 | «Iran Iran»                                                | N/A              | Crossfade (The Remix Album)                                           |
| 2008 | «На моря» (feat. Ганна Семенович)                          | Олександр Ігудін | Слухи (альбом Г. Семенович)                                           |
| 2008 | «Donya» (feat. Shaggy)                                     | N/A              | Donya                                                                 |
| 2008 | «Suddenly» (feat. Rebecca)                                 | N/A              | Donya                                                                 |
| 2009 | «Pure Love» (feat. Helena)                                 | N/A              | Donya (Deluxe Edition)                                                |
| 2009 | «Always» (AySel feat. Arash)                               | N/A              | Donya (Deluxe Edition)                                                |
| 2009 | «Kandi» (feat. Lumidee)                                    | N/A              | Donya                                                                 |
| 2010 | «Dasa Bala» (feat. Aylar & Timbuktu, YAG)                  | Fred             | Donya                                                                 |
| 2010 | «Broken Angel» (feat. Helena)                              | Fred             | Superman                                                              |
| 2011 | «Broken Angel (Remix)» (feat. Helena)                      | Fred             | Superman                                                              |
| 2011 | «Melody»                                                   | N/A              | Superman                                                              |
| 2013 | «She Makes Me Go» (feat. Sean Paul)                        | N/A              | Superman                                                              |
| 2013 | «Iran Iran»                                                |                  | Superman                                                              |
| 2014 | «One Day» (feat. Helena)                                   | Fred             | Superman                                                              |
| 2014 | «Sex Love Rock N Roll (SLR)» (feat. T-Pain)                | Fred             | Superman                                                              |
| 2015 | «Tekoon Bede»                                              | Fred             | Superman                                                              |
| 2016 | «Ba Man Soot Bezan»                                        | Fred             | Superman                                                              |
| 2016 | «OMG» (feat. Snoop Dogg)                                   |                  | TBA                                                                   |
| 2017 | «Se Fue» (feat. Mohombi)                                   | Lex Luthor, Fred | TBA                                                                   |
| 2018 | «Dooset Daram» (feat. Helena)                              | Алан Бадоєв      | TBA                                                                   |

## Фільмографія
- «Bure Bure» (Боллівуд, OST Майстер блефу / Bluffmaster! 2005)